# Lista de atletas brasileiros nos Jogos Olímpicos de Verão de 2020
A lista a seguir discrimina os atletas brasileiros que participaram da Tóquio 2020, independentemente de terem logrado êxito na busca por medalhas.
Nos Jogos Olímpicos de Verão de 2020, os Jogos de Verão de número XXXII, em Tóquio, no Japão, o Brasil participou de sua trigésima primeira Olimpíada, sendo a vigésima terceira participação nos Jogos de Verão, com 302 atletas disputando 31 esportes: tiro com arco, ginástica artística, atletismo, badminton, voleibol de praia, boxe, canoagem, ciclismo, saltos ornamentais, hipismo, esgrima, futebol, handebol, judô, maratona aquática, pentatlo moderno, ginástica rítmica, remo, rúgbi, vela, tiro esportivo, natação, tênis de mesa, taekwondo, tênis, triatlo, voleibol, levantamento de peso, luta Olímpica e estreou no skate e no surfe. A queda no número de modalidades e atletas era esperada e se justifica pois, por não ser o país anfitrião, como na edição passada, o Brasil não conseguiu participar de todas as disciplinas e os atletas passaram o ciclo tendo de disputar as seletivas e torneios buscando a classificação. Marco Antônio La Porta chefiou a missão que conquistou o recorde de 21 medalhas: 7 de ouro, 6 de prata e 8 de bronze, superando a marca anterior de 19 pódios da Rio 2016.
Foi o terceiro maior ciclo Olímpico da história e que acarretou com que o ciclo seguinte fosse o segundo menor. Em geral todos os ciclos de Verão e de Inverno são de 4 anos, mas devido a Segunda Guerra Mundial o ciclo entre os Jogos tanto de Inverno como de Verão entre 1936 e 1948 durou 12 anos. Fato semelhante aconteceu com o ciclo entre 1912 e 1920 que foi de 8 anos devido a Primeira Guerra Mundial, atingindo apenas os Jogos de Verão, uma vez que ainda não haviam as Olimpíadas de Inverno naquela época. O ciclo mais curto foi entre os Jogos de Inverno de 1992 e 1994, que durou 2 anos por causa da intenção do COI de dissociar do mesmo ano as competições de Verão e de Inverno. Os Jogos de Tóquio estavam marcados para o período entre 24 de julho e 9 de agosto, com os primeiros eventos ocorrendo no dia 22 de julho de 2020. Porém, em 24 de março de 2020 o evento foi oficialmente adiado para o Verão de 2021 por conta dos efeitos da pandemia de COVID-19, o que marcou a primeira vez na história em que um evento Olímpico foi adiado (ao invés de cancelado, como o que aconteceu nos períodos de Guerra, ou antecipado, como se deu com os Jogos Equestres de 1956). Consequentemente foi a primeira vez que as competições ocorreram em um ano ímpar e assim, o ciclo seguinte entre 1921 e 1924 foi de 3 anos. Mesmo com o adiamento, os Jogos tiveram seu nome e marca mantidos como Tóquio 2020. Em 30 de março de 2020, foram definidas as novas datas: de 23 de julho a 8 de agosto de 2021.  Este adiamento também afetou as datas dos Jogos Paralímpicos de Verão de 2020, que também foram adiados para o Verão de 2021.  Com essas decisões, algumas carreiras foram afetadas, pois com o ciclo maior e o avanço da pandemia, atletas que estariam no auge em 2020 perderam tempo de preparação e queda de rendimento, alguns chegando a desistir de competir no Verão seguinte. Em contrapartida, alguns atletas mais jovens que talvez estivessem apenas em 2024 em Paris, tiveram chance de se prepararem por mais um ano e atingirem o auge e a idade Olímpica já para 2021. Ao contrário do que se esperava, a pandemia não estava tão controlada no Verão de 2021 e um novo estado de emergência foi declarado até 22 de agosto e quase houve outro adiamento, ou mesmo se pensou em cancelamento do evento. Mas em 8 de julho foi definido que as provas seriam realizadas, mas sem presença de público.
Subsedes
Além da cidade sede, houve competições em: Yokohama, Kashima, Miyagi, Saitama e Sapporo que dividiram com a cidade anfitriã a realização das partidas de futebol; Enoshima (vela); Sapporo e Kasumigaoka (atletismo); Oyama (ciclismo de estrada); Shizuoka (ciclismo cross-country e ciclismo de pista); Fukushima (beisebol e softbol); Rinkaicho (canoagem slalom); Saitama (golfe e basquetebol); Nakase (esgrima, taekwondo e lutas); Tsurigasaki (surfe).
Em Tóquio, o COI pôs em prática uma série de iniciativas para aumentar e equilibrar a participação feminina nos Jogos, visando que em Paris 2024 o número de homens e mulheres representasse o mais perto de 50% para cada gênero. Já na Rio 2016 o número de atletas do sexo feminino foi um pouco superior a 48%. Entre outros, alguns desses compromissos foram: Consolidar os Jogos Olímpicos como uma das plataformas globais mais eficazes para promover a igualdade de gênero, inclusão e diversidade; apoiar a aceleração da representação significativa das mulheres em órgãos de governança, liderança e tomada de decisões no Movimento Olímpico; parceria com a ONU focada em empoderar meninas e mulheres por meio do esporte; programas para que mulheres alcancem maiores níveis esportivos para se formarem treinadoras; um casal de atletas conduziria conjuntamente a bandeira de cada país na Cerimônia de Abertura e o aumento em diversas modalidades de várias disciplinas de competições femininas e mistas.
O "Projeto Vivência Olímpica" não teve continuação em 2020, justamente devido o estado de emergência, mas jovens que fizeram parte do Projeto nas duas edições anteriores, alguns já com conquistas em 2016, competiram oficialmente em Tóquio e muitos conquistaram posições importantes e até medalhas no Rio e em Tóquio: Felipe Wu (tiro esportivo), Hugo Calderano (tênis de mesa), Isaquias Queiroz (canoagem), Laís Nunes (luta Olímpica), Martine Grael (vela), Rebeca Andrade (ginástica artística), Thiago Braz (atletismo), Thiago Monteiro (tênis), Paulo André Camilo (atletismo), Beatriz Ferreira (boxe), Rafael Macedo (judô), Edival Pontes (taekwondo), Manoel Messias (triatlo), Duda Lisboa e Ana Patrícia Ramos (vôlei de praia). 
Quanto às medalhas, os primeiros bronzes vieram dos tatames. Daniel Cargnin conquistou o 3.° lugar no "peso meio-leve" e Mayra Aguiar chegou à terceira medalha de bronze no "peso meio-pesado", se tornando a segunda mulher brasileira a conseguir 3 medalhas, alcançando a jogadora de vôlei Fofão; das piscinas vieram mais dois bronzes, com Fernando Scheffer nos "200 metros livre" e Bruno Fratus nos "50 metros livre"; Laura Pigossi e Luisa Stefani conquistaram a primeira medalha oficial do tênis brasileiro no "torneio feminino de duplas"; dos ringues veio a medalha do pugilista Abner Teixeira no "peso pesado"; duas conquistas vieram do atletismo com Alison Piu nos "400 metros com barreiras" e Thiago Braz com seu segundo pódio no "salto com vara".
Sobre as medalhas de prata, do boxe veio o vice de Bia Ferreira no "peso leve"; Rebeca Andrade conquistou o primeiro pódio da ginástica artística brasileira feminina no "individual geral"; o "vôlei" feminino passou por um momento turbulento na reta final do torneio, devido o corte de Tandara, mas conseguiu avançar à final, porém ficou com a prata, segunda medalha de Fe Garay e Natália, juntamente com Ana Cristina, Carol Gataz, Gabi, Macris, Rosamaria, entre outras, treinadas por Zé Roberto Guimarães que não oficialmente chegou ao seu 4.° pódio em 8 participações em Olimpíadas, sendo a 7.ª como treinador. Já Carol Gataz se tornou a mulher brasileira medalhista com mais idade, aos 40 anos e 12 dias, superando Fofão, mas que ainda permanece como a campeã com mais idade. Ana Cristina se tornou a segunda mais jovem medalhista brasileira, aos 17 anos, 4 meses e 1 dia; as outras 3 pratas vieram do estreante skate com Pedro Barros no "park masculino", Kelvin Hoefler no "street masculino" e com a fadinha Rayssa Leal no "street feminino", se tornando a brasileira mais jovem a conquistar uma medalha aos 13 anos, 6 meses e 21 dias. Rayssa e Ana Cristina superaram Rosângela Santos como as mais jovens medalhistas de todos os esportes.
Sobre os ouros, diversas conquistas inéditas. O "futebol masculino" treinado por André Jardine se sagrou bicampeão, mas sem nenhum atleta medalhista múltiplo no plantel que tinha Anthony, Bruno Guimarães, Daniel Alves, Matheus Cunha, Malcom, Nino, Paulinho, Richarlison e outros; Herbert Conceição venceu o torneio de boxe na categoria "peso médio" e se tornou o segundo pugilista a conquistar um ouro na história do boxe Olímpico; Ana Marcela Cunha vinha buscando uma medalha desde 2008 e, após boas colocações sem medalhas nas edições pregressas, nesses Jogos não só conseguiu subir ao pódio, mas o fez como a primeira brasileira campeã Olímpica da "maratona aquática"; Isaquias ganhou a primeira medalha dourada da história da canoagem brasileira no "C-1 1000 metros"; Ítalo Ferreira conquistou a primeira medalha de ouro para o "surfe" brasileiro; Rebeca se tornou medalhista múltipla em edição única ao conquistar também o ouro no "salto sobre a mesa", primeiro título da ginástica artística do país, e se juntou ao grupo com Guilherme Paraense, Afrânio da Costa, Gustavo Borges, César Cielo e Isaquias Queiroz; mais duas brasileiras entraram para o grupo dos bicampeões ao repetirem em Tóquio o feito dos Jogos do Rio, as velejadoras Kahena Kunze e Martine Grael da "classe 49er FX". Agora são 15 brasileiros bicampeões Olímpicos e desses, 8 são mulheres, ou seja, mais da metade.
Demais destaques:
Entre os destaques negativos, o "basquete" foi o mais sentido, pois teve a estreia do "3x3" como disciplina Olímpica e era uma possibilidade de ter 4 seleções do esporte nesses Jogos, mas o Brasil não se qualificou para disputar nenhuma das modalidades e o basquete brasileiro não foi representado em Tóquio, o que, desde 1936 só aconteceu uma vez, em Montreal 1976; o "vôlei brasileiro" trouxe apenas a medalha do feminino indoor, o que não acontecia desde 1992. O masculino treinado por Renan Dal Zotto disputou o bronze e perdeu para a Argentina no primeiro ciclo sem Bernardinho. O "vôlei de praia" não conquistou nenhum lugar no pódio, o que, desde que foi reconhecido como disciplina Olímpica em 1996, nunca havia ocorrido. O curioso é que duas duplas vencedoras estavam em Tóquio, mas jogando separadas. No masculino, os atuais campeões Bruno Oscar e Alison disputaram respectivamente em parceria de Evandro e Álvaro e foram eliminados sucessivamente nas oitavas e nas quartas pela mesma dupla da Letônia. Destino semelhante tiveram Duda Lisboa e Ana Patrícia, que separadas foram eliminadas respectivamente nas mesmas fases, tendo como parceiras Ágata e Rebecca, mas que no passado venceram juntas edições dos Jogos da Juventude e etapas do Circuito Mundial e estiveram no "Projeto Vivência Olímpica" em 2016; na ginástica, não houve participação brasileira no "geral por equipe feminino" e Arthur Zanetti não conseguiu um esperado 3.° pódio nas "argolas", terminando em 8.° lugar e permanecendo com duas conquistas, mas Rebeca Andrade, além das medalhas conquistadas, ainda foi 5.ª nos "exercícios de solo" e Flávia Saraiva 7.ª na "trave de equilíbrio"; no atletismo a melhor posição além das medalhas foi o 5.° lugar Darlan Romani no "arremesso de peso"; na canoagem Ana Sátila chegou na 10ª colocação no "slalon c-1". Após as 3 medalhas em 2016, Isaquias conquistou apenas uma nessa edição, mas teve apenas outra chance de ampliar seu feito, pois o C-1 200 metros foi descontinuado do programa, mas no "C-2 1000 metros" havia uma possibilidade, porém com a contusão do parceiro Erlon de Souza, o reserva Jacky Godmann assumiu, mas com pouco tempo para treinarem juntos, houve pouco entrosamento, largaram mal e numa corrida de recuperação conseguiram chegar apenas em 4.° lugar; nos saltos ornamentais, Kawan Pereira avançou à final da "plataforma de 10 metros", terminando na 10.ª posição; na vela, a melhor colocação depois do ouro da 49er foi o 8.° lugar na "classe laser" com Robert Scheidt que estava se despedindo das Olimpíadas nessa edição em sua sétima participação; o futebol feminino treinado pela sueca Pia Sundhage parou na disputa de pênaltis contra o Canadá pelas quartas de final e não avançou. Foi a despedida de Formiga que aumentou seu recorde ao também disputar sua sétima Olimpíada de 7 possíveis e se igualar em número de participações a Robert Scheidt, Torben Grael e Rodrigo Pessoa quem também chegou à 7.ª participação nessa edição, depois da ausência no Rio, mas a melhor colocação do hipismo em Tóquio foi o 6.° lugar no "concurso de saltos por equipe". A equipe do "concurso completo de equitação" disputou a final, mas chegaram em 12.° lugar; o "handebol" brasileiro parou na fase de grupos nos dois gêneros; no judô, além das medalhas, Rafael Baby chegou perto de brigar por medalha no "peso pesado", mas perdeu na repescagem para Teddy Riner e acabou na 7.ª colocação. Fato semelhante aconteceu com Maria Suelen e Ketleyn Quadros em suas categorias e também na disputa por "equipe mista", uma das modalidades que estreou nos Jogos em Tóquio; no "skate park" ainda teve o 4.° lugar de Luiz Francisco Nunes; no "surfe masculino" Gabriel Medina disputou o bronze, mas terminou na 4.ª colocação; na natação, além das medalhas foram mais 4 finais, todas no masculino. Leonardo de Deus foi 6.° nos "200 metros borboleta", Guilherme Costa foi 8.° nos "800 metros livre", mesma colocação dos "revezamentos" 4x100 e 4x200; no tênis de mesa, Hugo Calderano foi 5.° nos torneios de "simples" e de "duplas misto"; Milena Titoneli disputou a decisão do bronze do "peso médio" do taekwondo, mas foi derrotada pra atleta de Costa do Marfim e acabou na 5.ª colocação; no "triatlo" Manoel Messias e Vittória Lopes terminaram na 28.ª posição em seus gêneros; Nathasha Rosa teve a melhor posição do levantamento de peso, terminando no 9.° lugar do "peso galo".
Com esses feitos, Isaquias Queiroz e Mayra Aguiar ganharam posições no ranking dos medalhistas múltiplos e mais 6 atletas (Fernanda Garay, Kahena Kunze, Martine Grael, Natália Pereira, Rebeca Andrade e Thiago Braz) entraram para o grupo. Agora já são 100 atletas com pelo menos duas medalhas conquistadas. (Vide seção "Multimedalhistas").
Abaixo segue a relação dos esportistas brasileiros participantes da Tóquio 2020.

## Tiro com arco
Masculino
| Atleta                    | Modalidade | Preliminar          | Rodada 1                 | Rodada 2                    | Rodada 3                | Quartas de final     | Semifinal            | Final                | Colocação final | Referência(s) |
| Atleta                    | Modalidade | Resultado Colocação | Adversário Resultado     | Adversário Resultado        | Adversário Resultado    | Adversário Resultado | Adversário Resultado | Adversário Resultado | Colocação final | Referência(s) |
| ------------------------- | ---------- | ------------------- | ------------------------ | --------------------------- | ----------------------- | -------------------- | -------------------- | -------------------- | --------------- | ------------- |
| Marcus Vinicius D'Almeida | individual | 651 40.°            | GBR Patrick Huston V 7-1 | NED Sjef van den Berg V 7-1 | ITA Mauro Nespoli D 0-6 | Não avançou          | Não avançou          | Não avançou          | =9.°            | [ 12 ]        |

Feminino
| Atleta                  | Modalidade | Preliminar          | Rodada 1              | Rodada 2             | Rodada 3             | Quartas de final     | Semifinal            | Final                | Colocação final | Referência(s) |
| Atleta                  | Modalidade | Resultado Colocação | Adversário Resultado  | Adversário Resultado | Adversário Resultado | Adversário Resultado | Adversário Resultado | Adversário Resultado | Colocação final | Referência(s) |
| ----------------------- | ---------- | ------------------- | --------------------- | -------------------- | -------------------- | -------------------- | -------------------- | -------------------- | --------------- | ------------- |
| Ane Marcelle dos Santos | individual | 636 33.°            | MEX Ana Vázquez V 6-4 | KOR An San D 1-7     | Não avançou          | Não avançou          | Não avançou          | Não avançou          | =17.°           | [ 13 ]        |

Misto
| Atleta                                            | Modalidade   | Preliminar          | Rodada 1             | Rodada 2             | Rodada 3             | Quartas de final     | Semifinal            | Final                | Colocação final | Referência(s) |
| Atleta                                            | Modalidade   | Resultado Colocação | Adversário Resultado | Adversário Resultado | Adversário Resultado | Adversário Resultado | Adversário Resultado | Adversário Resultado | Colocação final | Referência(s) |
| ------------------------------------------------- | ------------ | ------------------- | -------------------- | -------------------- | -------------------- | -------------------- | -------------------- | -------------------- | --------------- | ------------- |
| Ane Marcelle dos Santos Marcus Vinicius D'Almeida | equipe misto | 1287 20.°           | Não avançou          | Não avançou          | Não avançou          | Não avançou          | Não avançou          | Não avançou          | 20.°            | [ 14 ]        |

## Ginástica artística
Masculino
Equipe
| Atleta                   | Modalidade       | Qualificação       | Qualificação     | Qualificação       | Qualificação       | Qualificação     | Qualificação | Qualificação | Qualificação | Final              | Final            | Final              | Final              | Final            | Final       | Final       | Final     | Referência(s) |
| Atleta                   | Modalidade       | Aparelho           | Aparelho         | Aparelho           | Aparelho           | Aparelho         | Aparelho     | Total        | Colocação    | Aparelho           | Aparelho         | Aparelho           | Aparelho           | Aparelho         | Aparelho    | Total       | Colocação | Referência(s) |
| Atleta                   | Modalidade       | exercícios de solo | cavalo de arções | balanço de argolas | salto sobre a mesa | barras paralelas | barra fixa   | Total        | Colocação    | exercícios de solo | cavalo de arções | balanço de argolas | salto sobre a mesa | barras paralelas | barra fixa  | Total       | Colocação | Referência(s) |
| ------------------------ | ---------------- | ------------------ | ---------------- | ------------------ | ------------------ | ---------------- | ------------ | ------------ | ------------ | ------------------ | ---------------- | ------------------ | ------------------ | ---------------- | ----------- | ----------- | --------- | ------------- |
| Arthur Nory Mariano      | geral por equipe | 12.800 43.°        | _                | _                  | 13.500 =38.°       | _                | 14.133 7.°   | 40.433       | 45.°         | Não avançou        | Não avançou      | Não avançou        | Não avançou        | Não avançou      | Não avançou | Não avançou | 45.°      | [ 15 ] [ 16 ] |
| Arthur Zanetti           | geral por equipe | _                  | _                | 14.900 1.° Q       | _                  | _                | _            | 14.900       | 47.°         | Não avançou        | Não avançou      | Não avançou        | Não avançou        | Não avançou      | Não avançou | Não avançou | 47.°      | [ 15 ] [ 16 ] |
| Caio Souza               | geral por equipe | 13.966 =20.°       | 13.400 26.°      | 14.333 =6.°        | 14.600 =11.° Q     | 14.533 25.°      | 13.466 18.°  | 84.298       | 16.° Q       | Não avançou        | Não avançou      | Não avançou        | Não avançou        | Não avançou      | Não avançou | Não avançou | 16.°      | [ 15 ] [ 16 ] |
| Diogo Soares             | geral por equipe | 14.200 16.°        | 12.800 37.°      | 13.133 37.°        | 14.066 28.°        | 13.900 =38.°     | 13.233 26.°  | 81.332       | 32.° Q       | Não avançou        | Não avançou      | Não avançou        | Não avançou        | Não avançou      | Não avançou | Não avançou | 32.°      | [ 15 ] [ 16 ] |
| Francisco Barreto Júnior | geral por equipe | 13.000 38.°        | 13.200 29.°      | 13.200 35.°        | 13.466 40.°        | 14.000 =35.°     | 13.833 14.°  | 80.699       | 36.°         | Não avançou        | Não avançou      | Não avançou        | Não avançou        | Não avançou      | Não avançou | Não avançou | 36.°      | [ 15 ] [ 16 ] |
| Total                    | geral por equipe | 41.166 9.°         | 39.400 10.°      | 40.666 9.°         | 42.166 9.°         | 42.433 10.°      | 41.432 4.°   | 247.263      | 9.°          | Não avançou        | Não avançou      | Não avançou        | Não avançou        | Não avançou      | Não avançou | Não avançou | 9.°       | [ 15 ] [ 16 ] |

Individual
| Atleta                   | Modalidade       | Qualificação       | Qualificação     | Qualificação       | Qualificação       | Qualificação     | Qualificação | Qualificação | Qualificação | Final              | Final            | Final              | Final              | Final            | Final       | Final       | Final     | Referência(s) |
| Atleta                   | Modalidade       | Aparelho           | Aparelho         | Aparelho           | Aparelho           | Aparelho         | Aparelho     | Total        | Colocação    | Aparelho           | Aparelho         | Aparelho           | Aparelho           | Aparelho         | Aparelho    | Total       | Colocação | Referência(s) |
| Atleta                   | Modalidade       | exercícios de solo | cavalo de arções | balanço de argolas | salto sobre a mesa | barras paralelas | barra fixa   | Total        | Colocação    | exercícios de solo | cavalo de arções | balanço de argolas | salto sobre a mesa | barras paralelas | barra fixa  | Total       | Colocação | Referência(s) |
| ------------------------ | ---------------- | ------------------ | ---------------- | ------------------ | ------------------ | ---------------- | ------------ | ------------ | ------------ | ------------------ | ---------------- | ------------------ | ------------------ | ---------------- | ----------- | ----------- | --------- | ------------- |
| Caio Souza               | individual geral | 13.966 23.°        | 13.400 29.°      | 14.333 =7.°        | 14.600 11.°        | 14.533 29.°      | 13.466 23.°  | 84.298       | 18.° Q       | 12.933 22.°        | 12.133 23.°      | 14.500 4.°         | 14.200 16.°        | 14.500 12.°      | 13.266 17.° | 81.532      | 17.°      | [ 17 ]        |
| Diogo Soares             | individual geral | 14.200 18.°        | 12.800 45.°      | 13.133 46.°        | 14.066 32.°        | 13.900 45.°      | 13.233 =31.° | 81.332       | 36.° Q       | 14.133 13.°        | 12.833 20.°      | 13.233 19.°        | 13.833 18.°        | 13.700 =19.°     | 13.466 14.° | 81.198      | 20.°      | [ 17 ]        |
| Francisco Barreto Júnior | individual geral | 13.000 53.°        | 13.200 35.°      | 13.200 44.°        | 13.466 54.°        | 14.000 42.°      | 13.833 18.°  | 80.699       | 42.°         | Não avançou        | Não avançou      | Não avançou        | Não avançou        | Não avançou      | Não avançou | Não avançou | 42.°      | [ 17 ]        |
| Arthur Nory Mariano      | individual geral | 12.800 59.°        | DNS =63.°        | DNS =64.°          | 13.500 52.°        | DNS =63.°        | 14.133 9.°   | 40.433 DNF   | =63.°        | Não avançou        | Não avançou      | Não avançou        | Não avançou        | Não avançou      | Não avançou | Não avançou | =63.°     | [ 17 ]        |

Aparelhos
| Atleta                   | Modalidade         | Qualificação        | Final               | Colocação final | Referência(s) |
| Atleta                   | Modalidade         | Resultado Colocação | Resultado Colocação | Colocação final | Referência(s) |
| ------------------------ | ------------------ | ------------------- | ------------------- | --------------- | ------------- |
| Arthur Nory Mariano      | exercícios de solo | 12.800 63.°         | Não avançou         | 63.°            | [ 18 ]        |
| Arthur Nory Mariano      | cavalo de arções   | DNS =75.°           | Não avançou         | =75.°           | [ 19 ]        |
| Arthur Nory Mariano      | balanço de argolas | DNS =73.°           | Não avançou         | =73.°           | [ 20 ]        |
| Arthur Nory Mariano      | salto sobre a mesa | 13.500 52.°         | Não avançou         | 52.°            | [ 21 ]        |
| Arthur Nory Mariano      | barras paralelas   | DNS =71.°           | Não avançou         | =71.°           | [ 22 ]        |
| Arthur Nory Mariano      | barra fixa         | 14.133 12.°         | Não avançou         | 12.°            | [ 23 ]        |
| Arthur Zanetti           | balanço de argolas | 14.900 5.° Q        | 14.133 8.°          | 8.°             | [ 24 ]        |
| Caio Souza               | exercícios de solo | 13.966 25.°         | Não avançou         | 25.°            | [ 25 ]        |
| Caio Souza               | cavalo de arções   | 13.400 36.°         | Não avançou         | 36.°            | [ 26 ]        |
| Caio Souza               | balanço de argolas | 14.333 =15.°        | Não avançou         | =15.°           | [ 27 ]        |
| Caio Souza               | salto sobre a mesa | 14.700 7.° Q        | 13.683 8.°          | 8.°             | [ 28 ]        |
| Caio Souza               | barras paralelas   | 14.533 31.°         | Não avançou         | 31.°            | [ 29 ]        |
| Caio Souza               | barra fixa         | 13.466 28.°         | Não avançou         | 28.°            | [ 30 ]        |
| Diogo Soares             | exercícios de solo | 14.200 20.°         | Não avançou         | 20.°            | [ 31 ]        |
| Diogo Soares             | cavalo de arções   | 12.800 54.°         | Não avançou         | 54.°            | [ 32 ]        |
| Diogo Soares             | balanço de argolas | 13.133 55.°         | Não avançou         | 55.°            | [ 33 ]        |
| Diogo Soares             | salto sobre a mesa | 14.066 28.°         | Não avançou         | 28.°            | [ 34 ]        |
| Diogo Soares             | barras paralelas   | 13.900 48.°         | Não avançou         | 48.°            | [ 35 ]        |
| Diogo Soares             | barra fixa         | 13.233 =37.°        | Não avançou         | =37.°           | [ 36 ]        |
| Francisco Barreto Júnior | exercícios de solo | 13.000 57.°         | Não avançou         | 57.°            | [ 37 ]        |
| Francisco Barreto Júnior | cavalo de arções   | 13.200 42.°         | Não avançou         | 42.°            | [ 38 ]        |
| Francisco Barreto Júnior | balanço de argolas | 13.200 53.°         | Não avançou         | 53.°            | [ 39 ]        |
| Francisco Barreto Júnior | salto sobre a mesa | 13.466 54.°         | Não avançou         | 54.°            | [ 40 ]        |
| Francisco Barreto Júnior | barras paralelas   | 14.000 45.°         | Não avançou         | 45.°            | [ 41 ]        |
| Francisco Barreto Júnior | barra fixa         | 13.833 22.°         | Não avançou         | 22.°            | [ 42 ]        |

Feminino
Individual
| Atleta         | Modalidade       | Qualificação       | Qualificação       | Qualificação        | Qualificação        | Qualificação | Qualificação | Final              | Final              | Final               | Final               | Final       | Final     | Referência(s) |
| Atleta         | Modalidade       | Aparelho           | Aparelho           | Aparelho            | Aparelho            | Total        | Colocação    | Aparelho           | Aparelho           | Aparelho            | Aparelho            | Total       | Colocação | Referência(s) |
| Atleta         | Modalidade       | exercícios de solo | salto sobre a mesa | barras assimétricas | trave de equilíbrio | Total        | Colocação    | exercícios de solo | salto sobre a mesa | barras assimétricas | trave de equilíbrio | Total       | Colocação | Referência(s) |
| -------------- | ---------------- | ------------------ | ------------------ | ------------------- | ------------------- | ------------ | ------------ | ------------------ | ------------------ | ------------------- | ------------------- | ----------- | --------- | ------------- |
| Rebeca Andrade | individual geral | 14.066 4.° Q       | 15.400 1.° Q       | 14.200 17.°         | 13.733 15.°         | 57.399       | 2.° Q        | 13.666 7.°         | 15.300 1.°         | 14.666 5.°          | 13.666 5.°          | 57.298      | 2.°       | [ 43 ]        |
| Flávia Saraiva | individual geral | 12.066 67.°        | DNS =81.°          | DNS =81.°           | 13.966 7.° Q        | 26.032       | =81.°        | Não avançou        | Não avançou        | Não avançou         | Não avançou         | Não avançou | =81.°     | [ 43 ]        |

Aparelhos
| Atleta         | Modalidade          | Qualificação        | Final               | Colocação final | Referência(s) |
| Atleta         | Modalidade          | Resultado Colocação | Resultado Colocação | Colocação final | Referência(s) |
| -------------- | ------------------- | ------------------- | ------------------- | --------------- | ------------- |
| Flávia Saraiva | exercícios de solo  | 12.066 69.°         | Não avançou         | 69.°            | [ 44 ]        |
| Flávia Saraiva | trave de equilíbrio | 13.966 9.°          | 13.133 7.°          | 7.°             | [ 45 ]        |
| Rebeca Andrade | exercícios de solo  | 14.066 4.°          | 14.033 5.°          | 5.°             | [ 46 ]        |
| Rebeca Andrade | salto sobre a mesa  | 15.100 3.°          | 15.083 1.°          | 1.°             | [ 47 ]        |
| Rebeca Andrade | barras assimétricas | 14.200 19.°         | Não avançou         | 19.°            | [ 48 ]        |
| Rebeca Andrade | trave de equilíbrio | 13.733 18.°         | Não avançou         | 18.°            | [ 49 ]        |

## Atletismo
Masculino
Eventos de pista e de estrada
| Atleta | Modalidade            | Eliminatória | Eliminatória | Quartas de final | Quartas de final | Semifinal   | Semifinal   | Final       | Final     | Referência(s) |
| Atleta | Modalidade            | Resultado    | Colocação    | Resultado        | Colocação        | Resultado   | Colocação   | Resultado   | Colocação | Referência(s) |
| --- | --------------------- | ------------ | ------------ | ---------------- | ---------------- | ----------- | ----------- | ----------- | --------- | ------------- |
| Paulo André Camilo                                                                                                   | 100 m                 | _            | _            | 10.17            | 3.° Q            | 10.31       | 7.°         | Não avançou | 21.°      | [ 50 ]        |
| Felipe Bardi dos Santos                                                                                              | 100 m                 | _            | _            | 10.26            | 5.°              | Não avançou | Não avançou | Não avançou | 31.°      | [ 50 ]        |
| Rodrigo Pereira do Nascimento                                                                                        | 100 m                 | _            | _            | 10.24            | 5.°              | Não avançou | Não avançou | Não avançou | 35.°      | [ 50 ]        |
| Jorge Henrique Vides                                                                                                 | 200 m                 | 29.94        | 3.°          | _                | _                | Não avançou | Não avançou | Não avançou | 24.°      | [ 51 ]        |
| Aldemir da Silva Junior                                                                                              | 200 m                 | 20.84        | 6.°          | _                | _                | Não avançou | Não avançou | Não avançou | 37.°      | [ 51 ]        |
| Lucas Conceição Vilar                                                                                                | 200 m                 | 21.31        | 6.°          | _                | _                | Não avançou | Não avançou | Não avançou | 39.°      | [ 51 ]        |
| Lucas da Silva Carvalho                                                                                              | 400 m                 | 46.12        | 7.°          | _                | _                | Não avançou | Não avançou | Não avançou | 39.°      | [ 52 ]        |
| Thiago André | 800 m                 | 1:47.75      | 8.°          | _                | _                | Não avançou | Não avançou | Não avançou | 46.°      | [ 53 ]        |
| Thiago André | 1500 m                | 3:47.71      | 12.°         | _                | _                | Não avançou | Não avançou | Não avançou | 36.°      | [ 54 ]        |
| Paulo Roberto Paula                                                                                                  | maratona              | _            | _            | _                | _                | _           | _           | 2:26:08     | 68.°      | [ 55 ]        |
| Daniel Ferreira do Nascimento                                                                                        | maratona              | _            | _            | _                | _                | _           | _           | DNF         | 86.°      | [ 55 ]        |
| Daniel Chaves da Silva                                                                                               | maratona              | _            | _            | _                | _                | _           | _           | DNF         | 102.°     | [ 55 ]        |
| Rafael Henrique Pereira                                                                                              | 110 m com barreiras   | 13.46        | 3.° Q        | _                | _                | 13.62       | 6.°         | Não avançou | 18.°      | [ 56 ]        |
| Gabriel Constantino                                                                                                  | 110 m com barreiras   | 13.55        | 5.° Q        | _                | _                | 13.89       | 8.°         | Não avançou | 22.°      | [ 56 ]        |
| Eduardo de Deus | 110 m com barreiras   | 13.78        | 8.°          | _                | _                | Não avançou | Não avançou | Não avançou | 39.°      | [ 56 ]        |
| Alison dos Santos | 400 m com barreiras   | 48.42        | 2.° Q        | _                | _                | 47.31       | 1.° Q       | 46.72       | 3.°       | [ 57 ]        |
| Márcio Soares Teles                                                                                                  | 400 m com barreiras   | 49.70        | 6.°          | _                | _                | Não avançou | Não avançou | Não avançou | 28.°      | [ 57 ]        |
| Altobeli da Silva | 3000 m com obstáculos | 8:29.17      | 10.°         | _                | _                | Não avançou | Não avançou | Não avançou | 30.°      | [ 58 ]        |
| Caio Bonfim | marcha atlética 20 km | _            | _            | _                | _                | _           | _           | 1:23.21     | 13.°      | [ 59 ]        |
| Matheus Corrêa | marcha atlética 20 km | _            | _            | _                | _                | _           | _           | 1:31.47     | 46.°      | [ 59 ]        |
| Lucas Mazzo | marcha atlética 20 km | _            | _            | _                | _                | _           | _           | DNF         | 53.°      | [ 59 ]        |
| Derick Silva Felipe Bardi dos Santos Paulo André Camilo Rodrigo Pereira do Nascimento Jorge Henrique Vides (reserva) | 4x100 m               | 38.34        | 4.°          | _                | _                | Não avançou | Não avançou | Não avançou | 9.°       | [ 60 ]        |

Eventos de campo
| Atleta                     | Modalidade         | Qualificação | Qualificação | Final       | Final     | Referência(s) |
| Atleta                     | Modalidade         | Resultado    | Colocação    | Resultado   | Colocação | Referência(s) |
| -------------------------- | ------------------ | ------------ | ------------ | ----------- | --------- | ------------- |
| Fernando Carvalho Ferreira | salto em altura    | 2.21         | 12.°         | Não avançou | =21.°     | [ 61 ]        |
| Thiago Alfano Moura        | salto em altura    | 2.21         | 10.°         | Não avançou | =21.°     | [ 61 ]        |
| Thiago Braz                | salto com vara     | 5.75         | 5.° q        | 5.87        | 3.°       | [ 62 ]        |
| Augusto Dutra de Oliveira  | salto com vara     | 5.65         | 8.°          | Não avançou | 16.°      | [ 62 ]        |
| Samory Uiki                | salto em distância | 7.88         | 8.°          | Não avançou | 16.°      | [ 63 ]        |
| Alexsandro de Melo         | salto em distância | 6.95         | 15.°         | Não avançou | 29.°      | [ 63 ]        |
| Mateus de Sá               | salto triplo       | 16.49        | 10.°         | Não avançou | 20.°      | [ 64 ]        |
| Almir dos Santos Júnior    | salto triplo       | 16.27        | 13.°         | Não avançou | 23.°      | [ 64 ]        |
| Alexsandro de Melo         | salto triplo       | 15.65        | 12.°         | Não avançou | 26.°      | [ 64 ]        |
| Darlan Romani              | arremesso de peso  | 21.31        | 2.° Q        | 21.88       | 4.°       | [ 65 ]        |

Eventos combinados
| Atleta                     | Modalidade | 100 m rasos         | salto em distância  | arremesso de peso   | salto em altura     | 400 m rasos         | 110 m com barreiras | lançamento de disco | salto com vara      | lançamento de dardo | 1500 m rasos        | Final                      | Referência(s) |
| Atleta                     | Modalidade | Resultado Colocação | Resultado Colocação | Resultado Colocação | Resultado Colocação | Resultado Colocação | Resultado Colocação | Resultado Colocação | Resultado Colocação | Resultado Colocação | Resultado Colocação | Pontos Resultado Colocação | Referência(s) |
| -------------------------- | ---------- | ------------------- | ------------------- | ------------------- | ------------------- | ------------------- | ------------------- | ------------------- | ------------------- | ------------------- | ------------------- | -------------------------- | ------------- |
| Felipe Vinícius dos Santos | decatlo    | 10.58 5.°           | 7.38 8.°            | 14.13 18.°          | 2.02 11.°           | 49.31 16.°          | 14.58 13.°          | 39.91 21.°          | 4.60 16.°           | 54.56 19.°          | 4:52.40 18.°        | 7880.00 18.°               | [ 66 ]        |

Feminino
Eventos de pista e de estrada
| Atleta                                                                                               | Modalidade            | Eliminatória | Eliminatória | Quartas de final | Quartas de final | Semifinal   | Semifinal   | Final       | Final     | Referência(s) |
| Atleta                                                                                               | Modalidade            | Resultado    | Colocação    | Resultado        | Colocação        | Resultado   | Colocação   | Resultado   | Colocação | Referência(s) |
| --- | --------------------- | ------------ | ------------ | ---------------- | ---------------- | ----------- | ----------- | ----------- | --------- | ------------- |
| Rosângela Santos                                                                                     | 100 m                 | _            | _            | 11.33            | 5.°              | Não avançou | Não avançou | Não avançou | 32.°      | [ 67 ]        |
| Vitória Cristina Rosa                                                                                | 100 m                 | _            | _            | DNS              | 8.°              | Não avançou | Não avançou | Não avançou | 71.°      | [ 67 ]        |
| Ana Carolina Azevedo                                                                                 | 200 m                 | 23.20        | 5.°          | _                | _                | Não avançou | Não avançou | Não avançou | 30.°      | [ 68 ]        |
| Vitória Cristina Rosa                                                                                | 200 m                 | 23.59        | 6.°          | _                | _                | Não avançou | Não avançou | Não avançou | 38.°      | [ 68 ]        |
| Tiffani Silva Marinho                                                                                | 400 m                 | 52.11        | 5.°          | _                | _                | Não avançou | Não avançou | Não avançou | 28.°      | [ 69 ]        |
| Ketiley Batista                                                                                      | 100 m com barreiras   | 13.40        | 7.°          | _                | _                | Não avançou | Não avançou | Não avançou | 34.°      | [ 70 ]        |
| Chayenne da Silva                                                                                    | 400 m com barreiras   | 57.55        | 8.°          | _                | _                | Não avançou | Não avançou | Não avançou | 34.°      | [ 71 ]        |
| Tatiane Raquel da Silva                                                                              | 3000 m com obstáculos | 9:36.43      | 7.°          | _                | _                | _           | _           | Não avançou | 21.°      | [ 72 ]        |
| Simone Ferraz                                                                                        | 3000 m com obstáculos | 10:00.92     | 14.°         | _                | _                | _           | _           | Não avançou | 40.°      | [ 72 ]        |
| Érica de Sena                                                                                        | marcha atlética 20 km | _            | _            | _                | _                | _           | _           | 1:31:39     | 11.°      | [ 73 ]        |
| Ana Cláudia Lemos Bruna Farias Rosângela Santos Vitória Cristina Rosa Ana Carolina Azevedo (reserva) | 4x100 m               | 43.15        | 5.°          | _                | _                | _           | _           | Não avançou | 11.°      | [ 74 ]        |

Eventos de campo
| Atleta             | Modalidade          | Qualificação | Qualificação | Final       | Final     | Referência(s) |
| Atleta             | Modalidade          | Resultado    | Colocação    | Resultado   | Colocação | Referência(s) |
| ------------------ | ------------------- | ------------ | ------------ | ----------- | --------- | ------------- |
| Eliane Martins     | salto em distância  | 6.43         | 8.°          | Não avançou | 18.°      | [ 75 ]        |
| Núbia Soares       | salto triplo        | 14.07        | 10.°         | Não avançou | 17.°      | [ 76 ]        |
| Geisa Arcanjo      | arremesso de peso   | 16.46        | 15.°         | Não avançou | 30.°      | [ 77 ]        |
| Izabela da Silva   | lançamento de disco | 61.52        | 9.° q        | 60.39       | 11.°      | [ 78 ]        |
| Andressa de Morais | lançamento de disco | 58.90        | 13.°         | Não avançou | 21.°      | [ 78 ]        |
| Fernanda Borges    | lançamento de disco | 57.90        | 10.°         | Não avançou | 24.°      | [ 78 ]        |
| Jucilene de Lima   | lançamento de dardo | 60.14        | 6.°          | Não avançou | 15.°      | [ 79 ]        |
| Laila Ferrer       | lançamento de dardo | 59.47        | 10.°         | Não avançou | 18.°      | [ 79 ]        |

Misto
Eventos de pista e de estrada
| Atleta | Modalidade | Eliminatória | Eliminatória | Quartas de final | Quartas de final | Semifinal | Semifinal | Final       | Final     | Referência(s) |
| Atleta | Modalidade | Resultado    | Colocação    | Resultado        | Colocação        | Resultado | Colocação | Resultado   | Colocação | Referência(s) |
| --- | ---------- | ------------ | ------------ | ---------------- | ---------------- | --------- | --------- | ----------- | --------- | ------------- |
| Anderson Henriques Pedro Luiz Burmann Tábata Vitorino Tiffani Silva Marinho João Henrique Cabral (reserva) Geisa Coutinho (reserva) | 4x400 m    | 3:15.89      | 7.°          | _                | _                | _         | _         | Não avançou | 14.°      | [ 80 ]        |

## Badminton
Masculino
| Atleta                  | Modalidade | Fase de Grupos                     | Fase de Grupos                         | Fase de Grupos | Oitavas de final     | Quartas de final     | Semifinal            | Final                | Colocação final | Referência(s) |
| Atleta                  | Modalidade | Adversário resultado               | Adversário resultado                   | Colocação      | Adversário resultado | Adversário resultado | Adversário resultado | Adversário resultado | Colocação final | Referência(s) |
| ----------------------- | ---------- | ---------------------------------- | -------------------------------------- | -------------- | -------------------- | -------------------- | -------------------- | -------------------- | --------------- | ------------- |
| Ygor Coelho de Oliveira | simples    | MRI Julien Paul V 2-0 (21-5•21-16) | JPN Kanta Tsuneyama D 0-2 (11-21•8-21) | 2.° Grupo I    | Não avançou          | Não avançou          | Não avançou          | Não avançou          | =15.°           | [ 81 ]        |

  .
Feminino
| Atleta           | Modalidade | Fase de Grupos                         | Fase de Grupos                      | Fase de Grupos | Oitavas de final     | Quartas de final     | Semifinal            | Final                | Colocação final | Referência(s) |
| Atleta           | Modalidade | Adversário resultado                   | Adversário resultado                | Colocação      | Adversário resultado | Adversário resultado | Adversário resultado | Adversário resultado | Colocação final | Referência(s) |
| ---------------- | ---------- | -------------------------------------- | ----------------------------------- | -------------- | -------------------- | -------------------- | -------------------- | -------------------- | --------------- | ------------- |
| Fabiana da Silva | simples    | UKR Mariya Ulitina D 0-2 (14-21•20-22) | USA Beiwen Zhang D 0-2 (9-21•10-21) | 3.° Grupo H    | Não avançou          | Não avançou          | Não avançou          | Não avançou          | =15.°           | [ 82 ]        |

## Voleibol de praia
Masculino
| Atletas                               | Fase de grupos                                                | Fase de grupos                                              | Fase de grupos                                               | Fase de grupos | Oitavas de final                                        | Quartas de final                                     | Semifinal             | Disputa do Bronze     | Final                 | Colocação final | Referência(s) |
| Atletas                               | Primeira rodada                                               | Segunda rodada                                              | Terceira rodada                                              | Grupo          | Oitavas de final                                        | Quartas de final                                     | Semifinal             | Disputa do Bronze     | Final                 | Colocação final | Referência(s) |
| Atletas                               | Adversários Resultado                                         | Adversários Resultado                                       | Adversários Resultado                                        | Colocação      | Adversários Resultado                                   | Adversários Resultado                                | Adversários Resultado | Adversários Resultado | Adversários Resultado | Colocação final | Referência(s) |
| ------------------------------------- | ------------------------------------------------------------- | ----------------------------------------------------------- | ------------------------------------------------------------ | -------------- | ------------------------------------------------------- | ---------------------------------------------------- | --------------------- | --------------------- | --------------------- | --------------- | ------------- |
| Alison Cerutti Álvaro Filho           | ARG Julián Azaad / Nicolás Capogrosso V 2-0 (21-16•21-17)     | USA Nick Lucena / Phil Dalhausser D 1-2 (22-24•21-19•13-15) | NED Alexander Brouwer / Robert Meeuwsen V 2-0 (21-14•24-22)  | Grupo D 1.° Q  | MEX José Luis Rubio / Josué Gaxiola V 2-0 (21-14•21–13) | LAT Edgars Točs / Mārtiņš PļaviņšD 0-2 (19-21•18-21) | Não avançou           | Não avançou           | Não avançou           | =5.°            | [ 83 ]        |
| Bruno Oscar Schmidt Evandro Gonçalves | CHI Esteban Grimalt / Marco Grimalt V 2-1 (21-15•16-21•15-12) | MAR Mohamed Abicha / Zouheir Elgraoui V 2-0 (21-14•21-16)   | POL Grzegorz Fijałek / Michal Bryl V 2-1 (19-21•21-14•17-15) | Grupo E 1.° Q  | LAT Edgars Točs / Mārtiņš Pļaviņš D 0-2 (19-21•18-21)   | Não avançou                                          | Não avançou           | Não avançou           | Não avançou           | =9.°            | [ 83 ]        |

Feminino
| Atletas                               | Fase de grupos                                                 | Fase de grupos                                                      | Fase de grupos                                              | Fase de grupos | Oitavas de final                                              | Quartas de final                                                 | Semifinal             | Disputa do Bronze     | Final                 | Colocação final | Referência(s) |
| Atletas                               | Primeira rodada                                                | Segunda rodada                                                      | Terceira rodada                                             | Grupo          | Oitavas de final                                              | Quartas de final                                                 | Semifinal             | Disputa do Bronze     | Final                 | Colocação final | Referência(s) |
| Atletas                               | Adversários Resultado                                          | Adversários Resultado                                               | Adversários Resultado                                       | Colocação      | Adversários Resultado                                         | Adversários Resultado                                            | Adversários Resultado | Adversários Resultado | Adversários Resultado | Colocação final | Referência(s) |
| ------------------------------------- | -------------------------------------------------------------- | ------------------------------------------------------------------- | ----------------------------------------------------------- | -------------- | ------------------------------------------------------------- | ---------------------------------------------------------------- | --------------------- | --------------------- | --------------------- | --------------- | ------------- |
| Ana Patrícia Ramos Rebecca Cavalcante | KEN Brackcides Khadambi / Gaudencia Makokha V 2-0 (21-15•21-9) | LAT Anastasija Kravčenoka / Tīna Graudiņa D 1-2 (15-21•21-12•12-15) | USA Kelly Claes / Sarah Sponcil D 1-2 (21-17•19-21•11-15)   | Grupo E 3.° q  | CHN Wang Fan / Xia Xinyu V 2-0 (21-14•23-21)                  | SUI Anouk Vergé-Dépré / Joana Heidrich D 1-2 (19-21•21-18•12-15) | Não avançou           | Não avançou           | Não avançou           | =5.°            | [ 84 ]        |
| Ágatha Bednarczuk Duda Lisboa         | ARG Ana Gallay – Fernanda Pereyra V 2-0 (21-19•21-11)          | CHN Wang Fan / Xia Xinyu D 0-2 (18-21•14-21)                        | CAN Brandie Wilkerson / Heather Bansley V 2-0 (21-18•21-18) | Grupo C 2.° Q  | GER Laura Ludwig / Margareta Kozuch D 1-2 (19-21•21-19•13-15) | Não avançou                                                      | Não avançou           | Não avançou           | Não avançou           | =9.°            | [ 84 ]        |

## Boxe
Masculino
| Atleta                | Modalidade       | 1ª Rodada                | 2ª Rodada                            | 3ª Rodada            | Quartas de final             | Semifinal                     | Final                          | Colocação final | Referência(s) |
| Atleta                | Modalidade       | Adversário Resultado     | Adversário Resultado                 | Adversário Resultado | Adversário Resultado         | Adversário Resultado          | Adversário Resultado           | Colocação final | Referência(s) |
| --------------------- | ---------------- | ------------------------ | ------------------------------------ | -------------------- | ---------------------------- | ----------------------------- | ------------------------------ | --------------- | ------------- |
| Wanderson de Oliveira | peso pena        | ROT Wessam Slamana V 5-0 | BLR Dzmitry Asanau V 3-2             | _                    | CUB Andy Cruz D 1–4          | Não avançou                   | Não avançou                    | =5.°            | [ 85 ]        |
| Hebert Conceição      | peso médio       | Bye                      | CHN Tuohetaerbieke Tanglatihan V 3–2 | _                    | KAZ Abilkhan Amankul V 3–2   | ROC Gleb Bakshi V 4–1         | UKR Oleksandr Khyzhniak V KO-3 | 1.°             | [ 86 ]        |
| Keno Marley           | peso meio-pesado | Bye                      | CHN Chen Daxiang V 5-0               | _                    | GBR Benjamin Whittaker D 2–3 | Não avançou                   | Não avançou                    | =5.°            | [ 87 ]        |
| Abner Teixeira        | peso pesado      | Bye                      | GBR Cheavon Clarke V 4-1             | _                    | JOR Hussein Iashaish V 5-0   | CUB Julio César La Cruz D 1–4 | _                              | =3.°            | [ 88 ]        |

Feminino
| Atleta           | Modalidade | 1ª Rodada            | 2ª Rodada                     | 3ª Rodada            | Quartas de final            | Semifinal               | Final                       | Colocação final | Referência(s) |
| Atleta           | Modalidade | Adversário Resultado | Adversário Resultado          | Adversário Resultado | Adversário Resultado        | Adversário Resultado    | Adversário Resultado        | Colocação final | Referência(s) |
| ---------------- | ---------- | -------------------- | ----------------------------- | -------------------- | --------------------------- | ----------------------- | --------------------------- | --------------- | ------------- |
| Graziele Jesus   | peso mosca | Bye                  | JPN Tsukimi Namiki D 0–5      | _                    | Não avançou                 | Não avançou             | Não avançou                 | =9.°            | [ 89 ]        |
| Jucielen Romeu   | peso pena  | Bye                  | GBR Karriss Artingstall D 0-5 | _                    | Não avançou                 | Não avançou             | Não avançou                 | =9.°            | [ 90 ]        |
| Beatriz Ferreira | peso leve  | Bye                  | TPE Wu Shih-yi V 5-0          | _                    | UZB Raykhona Kodirova V 5-0 | FIN Mira Potkonen V 5–0 | IRL Kellie Harrington D 0-5 | 2.°             | [ 91 ]        |

## Canoagem
Masculino
Slalom
| Atleta         | Modalidade | Preliminares        | Preliminares        | Preliminares    | Semifinal           | Final       | Colocação final | Referência(s) |
| Atleta         | Modalidade | Corrida 1 Colocação | Corrida 2 Colocação | Total Colocação | Resultado Colocação | Resultado   | Colocação final | Referência(s) |
| -------------- | ---------- | ------------------- | ------------------- | --------------- | ------------------- | ----------- | --------------- | ------------- |
| Pepê Gonçalves | K-1        | 98.13 15.°          | 92.91 10.°          | 92.91 10.° Q    | 104.33 19.°         | Não avançou | 19.°            | [ 92 ]        |

Velocidade
| Atleta                         | Modalidade | Eliminatórias | Eliminatórias | Repescagem | Repescagem | Semifinal   | Semifinal   | Final       | Final       | Colocação final | Referência(s) |
| Atleta                         | Modalidade | Resultado     | Colocação     | Resultado  | Colocação  | Resultado   | Colocação   | Resultado   | Colocação   | Colocação final | Referência(s) |
| ------------------------------ | ---------- | ------------- | ------------- | ---------- | ---------- | ----------- | ----------- | ----------- | ----------- | --------------- | ------------- |
| Vagner Souta                   | K-1 1000 m | 3:57.178      | 5.° R         | 3:52.402   | 3.°        | Não avançou | Não avançou | Não avançou | Não avançou | 19.°            | [ 93 ]        |
| Isaquias Queiroz               | C-1 1000 m | 3:59.894      | 1.° Q         | _          | _          | 4:05.579    | 1.° QA      | 4:04.408    | 1.°         | 1.°             | [ 94 ]        |
| Jacky Godmann                  | C-1 1000 m | 4:24.732      | 4.° R         | 4:18.208   | 6.°        | Não avançou | Não avançou | Não avançou | Não avançou | 22.°            | [ 94 ]        |
| Isaquias Queiroz Jacky Godmann | C-2 1000 m | 3:48.378      | 3.° R         | 3:48.611   | 1.° Q      | 3:27.167    | 4.° QA      | 3:27.603    | 4.°         | 4.°             | [ 95 ]        |

Feminino
Slalom
| Atleta     | Modalidade | Preliminares        | Preliminares        | Preliminares    | Semifinal           | Final       | Colocação final | Referência(s) |
| Atleta     | Modalidade | Corrida 1 Colocação | Corrida 2 Colocação | Total Colocação | Resultado Colocação | Resultado   | Colocação final | Referência(s) |
| ---------- | ---------- | ------------------- | ------------------- | --------------- | ------------------- | ----------- | --------------- | ------------- |
| Ana Sátila | K-1        | 108.22 5.°          | 106.82 7.°          | 106.82 7.° Q    | 114.62 13.°         | Não avançou | 13.°            | [ 96 ]        |
| Ana Sátila | C-1        | 120.56 11.°         | 109.90 4.°          | 109.90 4.° Q    | 114.27 3.° Q        | 164.71      | 10.°            | [ 97 ]        |

## Ciclismo
Masculino
BMX
| Atleta         | Modalidade | Qualificação | Qualificação | Quartas   | Quartas   | Semifinal | Semifinal | Final       | Final       | Colocação final | Referência(s) |
| Atleta         | Modalidade | Resultado    | Colocação    | Pontuação | Colocação | Pontuação | Colocação | Resultado   | Colocação   | Colocação final | Referência(s) |
| -------------- | ---------- | ------------ | ------------ | --------- | --------- | --------- | --------- | ----------- | ----------- | --------------- | ------------- |
| Renato Rezende | BMX racing | _            | _            | 10        | 3.°       | 20        | 7.°       | Não avançou | Não avançou | 14.°            | [ 98 ]        |

Mountain bike cross-country
| Atleta            | Modalidade          | Resultado | Colocação | Referência(s) |
| ----------------- | ------------------- | --------- | --------- | ------------- |
| Henrique Avancini | 28.25 km individual | 1:28:09   | 13.°      | [ 99 ]        |
| Luiz Cocuzzi      | 28.25 km individual | 1:32:21   | 27.°      | [ 99 ]        |

Feminino
BMX
| Atleta             | Modalidade | Qualificação | Qualificação | Quartas   | Quartas   | Semifinal   | Semifinal   | Final       | Final       | Colocação final | Referência(s) |
| Atleta             | Modalidade | Resultado    | Colocação    | Pontuação | Colocação | Pontuação   | Colocação   | Resultado   | Colocação   | Colocação final | Referência(s) |
| ------------------ | ---------- | ------------ | ------------ | --------- | --------- | ----------- | ----------- | ----------- | ----------- | --------------- | ------------- |
| Priscilla Carnaval | BMX racing | _            | _            | 18        | 6.°       | Não avançou | Não avançou | Não avançou | Não avançou | 22.°            | [ 100 ]       |

Mountain bike cross-country
| Atleta           | Modalidade          | Resultado | Colocação | Referência(s) |
| ---------------- | ------------------- | --------- | --------- | ------------- |
| Jaqueline Mourão | 20.55 km individual | -2 voltas | 35.°      | [ 101 ]       |

## Saltos ornamentais
Masculino
| Atleta        | Modalidade      | Preliminar | Preliminar | Semifinal   | Semifinal   | Final       | Final           | Referência(s) |
| Atleta        | Modalidade      | Resultado  | Colocação  | Resultado   | Colocação   | Resultado   | Colocação final | Referência(s) |
| ------------- | --------------- | ---------- | ---------- | ----------- | ----------- | ----------- | --------------- | ------------- |
| Kawan Pereira | plataforma 10 m | 371.65     | 17.° Q     | 400.40      | 12.° Q      | 393.85      | 10.°            | [ 102 ]       |
| Isaac Souza   | plataforma 10 m | 339.30     | 20.°       | Não avançou | Não avançou | Não avançou | 20.°            | [ 102 ]       |

Feminino
| Atleta             | Modalidade      | Preliminar | Preliminar | Semifinal   | Semifinal   | Final       | Final           | Referência(s) |
| Atleta             | Modalidade      | Resultado  | Colocação  | Resultado   | Colocação   | Resultado   | Colocação final | Referência(s) |
| ------------------ | --------------- | ---------- | ---------- | ----------- | ----------- | ----------- | --------------- | ------------- |
| Luana Lira         | trampolim 3 m   | 244.35     | 21.°       | Não avançou | Não avançou | Não avançou | 21.°            | [ 103 ]       |
| Ingrid de Oliveira | plataforma 10 m | 261.20     | 24.°       | Não avançou | Não avançou | Não avançou | 24.°            | [ 104 ]       |

## Hipismo
Aberto
Concurso de adestramento
| Atleta            | Cavalo   | Modalidade              | Grand Prix          | Grand Prix Special  | Grand Prix Freestyle (final) | Colocação final | Referência(s) |
| Atleta            | Cavalo   | Modalidade              | Resultado Colocação | Resultado Colocação | Resultado Colocação          | Colocação final | Referência(s) |
| ----------------- | -------- | ----------------------- | ------------------- | ------------------- | ---------------------------- | --------------- | ------------- |
| João Victor Oliva | Escorial | adestramento individual | 70.419 5.°          | _                   | Não avançou                  | 26.°            | [ 105 ]       |

Concurso completo de equitação
| Atleta                                            | Cavalo                                | Modalidade           | Adestramento        | Cross-country       | Saltos              | Total               | Fase 2              | Fase 3              | Saltos final        | Colocação final | Referência(s) |
| Atleta                                            | Cavalo                                | Modalidade           | Resultado Colocação | Resultado Colocação | Resultado Colocação | Resultado Colocação | Resultado Colocação | Resultado Colocação | Resultado Colocação | Colocação final | Referência(s) |
| ------------------------------------------------- | ------------------------------------- | -------------------- | ------------------- | ------------------- | ------------------- | ------------------- | ------------------- | ------------------- | ------------------- | --------------- | ------------- |
| Cacá Paro                                         | Goliath                               | equitação individual | 36.10 44.°          | 22.80 34.°          | 4.00 =13.°          | 62.90 32.°          | 58.90 33.°          | 62.90 32.°          | Não avançou         | 32.°            | [ 106 ]       |
| Marcelo Tosi                                      | Glenfly                               | equitação individual | 31.50 =21.°         | 8.80 23.°           | DNS =46.°           | 40.30 DNF 46.°      | 40.30 24.°          | DNF =46.°           | Não avançou         | 46.°            | [ 106 ]       |
| Rafael Losano                                     | Fuiloda G                             | equitação individual | 36.00 43.°          | DNF =49.°           | DNS =49.°           | 36.00 DNF 49.°      | 36.00 DNF 49.°      | 36.00 DNS =46.°     | Não avançou         | 49.°            | [ 106 ]       |
| Cacá Paro Marcelo Tosi Márcio Appel Rafael Losano | Goliath Glenfly Iberon Jmen Fuiloda G | equitação equipe     | 103.60 11.°         | 231.60 11.°         | 128.40 14.°         | 463.60 12.°         | 335.20 12.°         | _                   | 463.60 12.°         | [ 107 ]         |               |

Concurso de saltos
| Atleta                                                   | Cavalo                                          | Modalidade        | Classificatória       | Classificatória       | Classificatória       | Classificatória       | Final                 | Final                 | Final                       | Referência(s) |
| Atleta                                                   | Cavalo                                          | Modalidade        | Rodada 1              | Rodada 2              | Rodada 3              | Total                 | Rodada 1              | Rodada 2              | Total                       | Referência(s) |
| Atleta                                                   | Cavalo                                          | Modalidade        | Penalidades Colocação | Penalidades Colocação | Penalidades Colocação | Penalidades Colocação | Penalidades Colocação | Penalidades Colocação | Penalidades Colocação final | Referência(s) |
| -------------------------------------------------------- | ----------------------------------------------- | ----------------- | --------------------- | --------------------- | --------------------- | --------------------- | --------------------- | --------------------- | --------------------------- | ------------- |
| Yuri Mansur                                              | Alfons                                          | saltos individual | 0.00 =1.° Q           | 8.00 20.°             | _                     | 8.00 20.°             | Não avançou           | Não avançou           | 20.°                        | [ 108 ]       |
| Marlon Zanotelli                                         | Edgar M                                         | saltos individual | 4.00 =31.°            | _                     | _                     | 4.00 =31.°            | Não avançou           | Não avançou           | =31.°                       | [ 108 ]       |
| Marlon Zanotelli Pedro Veniss Rodrigo Pessoa Yuri Mansur | Edgar M Quabri de l'Isle Carlito's Way 6 Alfons | saltos equipe     | _                     | _                     | _                     | _                     | 25.00 8.°             | 29.00 6.°             | 54.00 6.°                   | [ 109 ]       |

## Esgrima
Masculino
| Atleta          | Modalidade | Rodada 1             | Rodada 2                  | Rodada 3             | Quartas de final     | Semifinal            | Final                | Colocação final | Referência(s) |
| Atleta          | Modalidade | Adversário Resultado | Adversário Resultado      | Adversário Resultado | Adversário Resultado | Adversário Resultado | Adversário Resultado | Colocação final | Referência(s) |
| --------------- | ---------- | -------------------- | ------------------------- | -------------------- | -------------------- | -------------------- | -------------------- | --------------- | ------------- |
| Guilherme Toldo | florete    | Bye                  | JPN Toshiya Saito D 10-15 | Não avançou          | Não avançou          | Não avançou          | Não avançou          | 22.°            | [ 110 ]       |

Feminino
| Atleta               | Modalidade | Rodada 1             | Rodada 2                     | Rodada 3             | Quartas de final     | Semifinal            | Final                | Colocação final | Referência(s) |
| Atleta               | Modalidade | Adversária Resultado | Adversária Resultado         | Adversária Resultado | Adversária Resultado | Adversária Resultado | Adversária Resultado | Colocação final | Referência(s) |
| -------------------- | ---------- | -------------------- | ---------------------------- | -------------------- | -------------------- | -------------------- | -------------------- | --------------- | ------------- |
| Nathalie Moellhausen | espada     | Bye                  | ITA Rossella Fiamingo D 9-10 | Não avançou          | Não avançou          | Não avançou          | Não avançou          | 18.°            | [ 111 ]       |

## Futebol
Masculino
Primeira fase
Grupo D
| V |  | Brasil | 4–2 | Alemanha |  |  |  |

| E |  | Brasil | 0–0 | Costa do Marfim |  |  |  |

| V |  | Brasil | 3–1 | Arábia Saudita |  |  |  |

Colocação no grupo: 1.° Q
Tabela - Grupo D
| Equipe          | Jogos | Vitórias | Empates | Derrotas | Gols pró | Gols contra | Saldo de gols | Pontos |
| --------------- | ----- | -------- | ------- | -------- | -------- | ----------- | ------------- | ------ |
| Brasil          | 3     | 2        | 1       | 0        | 7        | 3           | +4            | 7      |
| Costa do Marfim | 3     | 1        | 2       | 0        | 3        | 2           | +1            | 5      |
| Alemanha        | 3     | 1        | 1       | 1        | 6        | 7           | -1            | 4      |
| Arábia Saudita  | 3     | 0        | 0       | 3        | 4        | 8           | -4            | 0      |

|  | Classificados para as quartas de final |

Quartas de final
| V |  | Brasil | 1–0 | Egito |  |  |  |

Semifinal
| V |  | Brasil | 0–0 | México | (ET>0-0•PS>4-1) |  |  |

Final
| V |  | Brasil | 1–1 | Espanha | (ET>1-0) |  |  |

Colocação final: 1.°
Equipe:
Abner Vinícius
Aderbar Santos
Antony Matheus
Brenno Fraga
Bruno Fuchs
Bruno Guimarães
Claudinho Leonel
Daniel Alves
Diego Carlos
Douglas Luiz
Gabriel Martinelli
Gabriel Menino
Guilherme Arana
Lucão Galdino
Malcom Filipe
Matheus Cunha
Matheus Henrique
Nino Mota
Paulinho Sampaio
Reinier Jesus
Ricardo Graça
Richarlison de Andrade

Referência(s): 
Feminino
Primeira fase
Grupo F
| V |  | Brasil | 5–0 | China |  |  |  |

| E |  | Brasil | 3–3 | Países Baixos |  |  |  |

| V |  | Brasil | 1–0 | Zâmbia |  |  |  |

Colocação no grupo: 2.° Q
Tabela - Grupo F
| Equipe        | Jogos | Vitórias | Empates | Derrotas | Gols pró | Gols contra | Saldo de gols | Pontos |
| ------------- | ----- | -------- | ------- | -------- | -------- | ----------- | ------------- | ------ |
| Países Baixos | 3     | 2        | 1       | 0        | 21       | 8           | +13           | 7      |
| Brasil        | 3     | 2        | 1       | 0        | 9        | 3           | +6            | 7      |
| Chile         | 3     | 0        | 1       | 2        | 7        | 15          | -8            | 1      |
| Zâmbia        | 3     | 0        | 1       | 2        | 6        | 17          | -11           | 1      |

|  | Classificados para as semifinais |

Quartas de final
| D |  | Brasil | 0–0 | Canadá | (ET>0-0•PS>4-3) |  |  |

Não avançou
Colocação final: 6.°
Equipe:
Aline Reis
Andressa Alves
Andressinha Machry
Angelina Alonso
Bárbara Barbosa
Bia Zaneratto
Bruna Benites
Debinha Oliveira
Duda Francelino
Érika Santos
Geyse Ferreira
Giovanna Crivelari
Jucinara Paz
Júlia Bianchi
Lelê Izidoro
Letícia Santos
Ludmila da Silva
Marta Vieira
Miraíldes Formiga
Poliana Medeiros
Rafaelle Souza
Tamires Dias

Referência(s): 

## Handebol
Masculino
Primeira fase
Grupo A
| D |  | Noruega | 27–24 | Brasil |  |  |  |

| D |  | França | 34–29 | Brasil |  |  |  |

| D |  | Espanha | 32–25 | Brasil |  |  |  |

| V |  | Brasil | 25–23 | Argentina |  |  |  |

| D |  | Alemanha | 29–25 | Brasil |  |  |  |

Colocação no grupo: 5.° - Não avançou
Tabela - Grupo A
| Equipe    | Jogos | Vitórias | Empates | Derrotas | Gols pró | Gols contra | Saldo de gols | Pontos |
| --------- | ----- | -------- | ------- | -------- | -------- | ----------- | ------------- | ------ |
| França    | 5     | 4        | 0       | 1        | 162      | 148         | +14           | 8      |
| Espanha   | 5     | 4        | 0       | 1        | 155      | 142         | +13           | 8      |
| Alemanha  | 5     | 3        | 0       | 2        | 146      | 131         | +15           | 6      |
| Noruega   | 5     | 3        | 0       | 2        | 136      | 132         | +4            | 6      |
| Brasil    | 5     | 1        | 0       | 4        | 128      | 145         | -17           | 2      |
| Argentina | 5     | 0        | 0       | 5        | 125      | 154         | -29           | 0      |

|  | Classificados para as quartas de final |

Colocação final: 10.°
Equipe:
Fábio Chiuffa
Felipe Borges
Gui Torriani
Gustavo César Rodrigues
Haniel Langaro
Henrique Teixeira
João Pedro
Leonardo Dutra Ferreira
Leonardo Vial Terçariol
Rangel da Rosa
Rogério Moraes
Rudolph Geraldo Hackbarth
Thiago Alves Ponciano
Thiagus Petrus
Vinícius Teixeira
Zé Toledo

Referência(s): 
Feminino
Primeira fase
Grupo B
| E |  | Brasil | 24–24 | ROC |  |  |  |

| V |  | Brasil | 33–27 | Hungria |  |  |  |

| D |  | Espanha | 27–23 | Brasil |  |  |  |

| D |  | Suécia | 34–31 | Brasil |  |  |  |

| D |  | França | 29–22 | Brasil |  |  |  |

Colocação no grupo: 6.° - Não avançou
Tabela - Grupo B
| Equipe  | Jogos | Vitórias | Empates | Derrotas | Gols pró | Gols contra | Saldo de gols | Pontos |
| ------- | ----- | -------- | ------- | -------- | -------- | ----------- | ------------- | ------ |
| Suécia  | 5     | 3        | 1       | 1        | 152      | 133         | +19           | 7      |
| ROC     | 5     | 3        | 1       | 1        | 148      | 149         | -1            | 7      |
| França  | 5     | 2        | 1       | 2        | 139      | 135         | +4            | 5      |
| Hungria | 5     | 2        | 0       | 3        | 142      | 149         | -7            | 4      |
| Espanha | 5     | 2        | 0       | 3        | 135      | 142         | -7            | 4      |
| Brasil  | 5     | 1        | 1       | 3        | 133      | 141         | -8            | 3      |

|  | Classificados para as quartas de final |

Colocação final: 11.°
Equipe:
Adriana Cardoso de Castro
Alexandra Nascimento
Ana Paula Belo
Babi Arenhart
Bruna de Paula
Dayane Pires da Rocha
Duda Amorim
Gabi Bitolo
Giulia Guarieiro
Larissa Araújo
Lívia Ventura
Paty Matieli
Renata Lais de Arruda
Samara Vieira
Tamires Morena

Referência(s): 